# Kannada jezik
Kannada jezik (kannada: ಕನ್ನಡ ) je južno indijski jezik, koji se uglavnom koristi u saveznoj državi Karnataka. Pripada jezičnoj porodici dravidskih jezika. S oko 45 milijuna govornika, jedan je od 4 najveća jezika južne Indije. Ako se uračunaju i oni kojima kannada nije prvi jezik, broj govornika dostiže 56 milijuna. Kannada je jedan od 23 službeno priznatih jezika Indije. 
Kannada je jedan od najstarijih dravidskih jezika te ima dugu literarnu tradiciju. Procjenjuje se, da je kao poseban jezik nastao prije 2500 godina. Prvi zapis na jeziku kannada je „Bramagiri ukaz“ cara Ašoke iz 230. godine pr. Kr. Bio je u bliskom kontaktu s grčkim i rimskim teritorijima na zapadu. U nekim starim grčkim dramama, nailazi se na riječi i fraze iz kannada jezika. 
Jezik kannada ima bogatu fleksiju, s 3 roda (muški, ženski, srednji) i dva broja (jednina, množina). Jezik je fonetski i ima 49 fonema i grafema (simbola u abecedi). Pisani simboli su slični drugim indijskim pismima, tj. potječe od brami pisma. 
Kao i mnogi jezici indijskog potkontinenta, kannada jezik posudio je brojne riječi iz sanskrta. Suvremeni rječnik sadrži mnogo posuđenica iz engleskog jezika.